# Doug Lamborn
Douglas Lawrence Lamborn, detto Doug (Leavenworth, 24 maggio 1954), è un politico statunitense, membro della Camera dei Rappresentanti per lo stato del Colorado dal 2007 al 2025.

## Biografia
Nato nel Kansas, Lamborn si trasferì nel Colorado dopo la laurea in legge per esercitare la professione di avvocato.
Entrato in politica con il Partito Repubblicano, nel 1994 venne eletto all'interno della Camera dei Rappresentanti del Colorado e dopo quattro anni fu eletto nel Senato di stato del Colorado. Fra il 1999 e il 2000 svolse anche l'incarico di Presidente pro tempore del Senato.
Nel 2006 si candidò alla Camera dei Rappresentanti per il seggio lasciato dal compagno di partito Joel Hefley; quest'ultimo, in polemica con Lamborn, appoggiò un altro candidato nelle primarie ma Lamborn riuscì a batterlo e vinse anche le elezioni generali contro l'avversario democratico, venendo eletto deputato. Fu poi sempre riconfermato nelle successive tornate elettorali.
Ideologicamente Lamborn è considerato un repubblicano estremamente conservatore.